# Élan School
Élan School était un programme de modification du comportement privé mixte et un internat thérapeutique à Poland dans le comté d'Androscoggin, dans le Maine aux États-Unis. L'école faisait partie de la National Association of Therapeutic Schools and Programs (en) (NATSAP).
L'école acquiert une certaine notoriété dans les années 1990 et au début des années 2000 lorsque d'anciens camarades de classe de Michael Skakel, qui avait fréquenté Élan dans les années 1970, témoignent contre lui lors de son procès pour un meurtre survenu environ deux ans avant son inscription à Élan.
L'école fait également l'objet d'accusations persistantes de maltraitance sur les mineurs qui y sont enfermés ; des élèves qui étaient maltraités, violentés et humiliés ont par la suite pris la parole pour dénoncer ces actes.
L’école ferme le 1er avril 2011.

## Histoire
L'École Élan est fondée en 1970 par le psychiatre Gerald Davidson, l'investisseur David Goldberg et Joseph Ricci, un ancien héroïnomane. Ricci s’appuie sur le même système que Synanon, dont la méthode principale est d’utiliser l’humiliation et des violences physiques pour sevrer des toxicomanes,,, une méthode qui semble avoir fonctionné pour lui. Avec le temps, l’école cesse de s’intéresser à la désintoxication et commence à accepter toutes sortes d’élèves, en particulier ceux qui ont des problèmes de comportement ou des maladies mentales. Dès 1975, des journaux locaux racontent que des psychologues ayant visité Élan y ont trouvé l'atmosphère « bizarre et dégradante » et ont lancé l'alerte, pensant qu'il s'agit d'un programme de lavage de cerveau. La même année, les fonctionnaires de l'État de l'Illinois ont retiré 11 enfants du programme Élan, alléguant des mauvais traitements ; trois enfants y retournent quand Ricci menace de poursuivre l'État pour diffamation.
Grâce aux profits générés par l’école, Ricci achète un hippodrome à Portland, Scarborough Downs. En 1978 et 1979, l'école est sujette à environ une inspection par semaine de la part d'autorités locales ou de médecins, dont aucun ne demande l'arrêt du programme. Le département de l'éducation du Maine conduit de nombreuses enquêtes après des témoignages d'abus et de manquements aux standards de l'État, tout comme celui de New York ; aucun n'aurait identifié de manquements. Or, une journaliste apprend des autorités new-yorkaises qu'en réalité, ces dernières auraient bien recensé des manquements et donné une semaine à l'école pour cesser leurs pratiques abusives. Elle estime que ces différences sont dues au fait que les équipes du Maine préviennent avant leurs visites, contrairement aux équipes de New York.
En 2001, à la mort de Ricci, sa veuve Sharon Terry prend la relève. 51 sénateurs et représentants du Maine adoptent une résolution pour honorer son energy, dedication and service to his community and the state (...) his many achievements, including co-founding the Elan adolescent treatment center. (« énergie, détermination et services rendus à la communauté et à l'État (...) nombreux accomplissements, dont la co-fondation du centre de traitement Élan pour adolescents »).
En 2002, l’établissement compte environ 150 pensionnaires, qui payent chacun 44 000 $ par an de frais. Le procès de Michael Skakel, jugé pour meurtre, fait parler des pratiques d'Élan. Des professionnels sont embauchés par l'école pour mieux encadrer les thérapies. Le chanteur Ben Foster, élève dans l'école dans les années 1980, raconte avoir visité l'établissement en 2002 et être agréablement surpris de l'amélioration des conditions, disant que « le traitement est toujours dur, mais il y a plus de compassion qu'à mon époque ».
Le politicien du Maine Bill Diamond a été directeur des relations gouvernementales.
Jusqu’en 2007, le département de l’éducation de New York envoie à Élan des enfants à problèmes d’apprentissage ou de comportement en placement d’urgence. En 2007, il lance une enquête sur les accusations de maltraitance et coupe les fonds alloués à l’école.
En 2009, l'école affirme avoir changé ses méthodes pédagogiques pour utiliser la méthode Handle with Care conçue en 1973 et moins restrictive que l'ancienne.
En 2011, les frais de scolarité sont de 54 960 $ par an.

### Campagne de fermeture
Le 23 mars 2011, l'École Élan annonce qu'elle fermera le 1er avril 2011. Sharon Terry affirme que la fermeture est due à un déclin des inscriptions causé par Internet : The school has been the target of harsh and false attacks spread over the Internet with the avowed purpose of forcing the school to close (« L'école a été la cible d'attaques dures et fausses sur Internet, avec l'objectif assumé de forcer la fermeture de l'école »),.
Les campagnes de sensibilisation[Lesquelles ?] sont menées par un étudiant ayant fréquenté l'établissement au début des années 2000, et qui utilise le pseudonyme de Jeff Wimbelton. Plusieurs Ask Me Anything sur Reddit sensibilisent à la cause[Laquelle ?], en particulier l'un d'entre eux organisé par quelqu'un dont le pseudo est Gzasmyhero.
Un argument principal de la campagne[Laquelle ?] est que les criminels sont minoritaires dans l'établissement : de nombreux élèves n'ont fait que consommer du cannabis ou manquer de respect à leurs parents.

## Vie quotidienne
L'école s'est spécialisée dans le traitement des adolescents ayant des problèmes de comportement. Dans le programme, l’humiliation est considérée explicitement comme un outil thérapeutique, tout comme le suivi d'une telle intervention avec des encouragements et un soutien chaleureux. Les étudiants n’ont pas de vacances.
En 2002, un consultant pédagogique du New Jersey qui a référé des étudiants à Élan pendant 22 ans déclare au New York Times qu'il n’envoie que « les cas les plus graves » à l'école, qui « prendrait les enfants qui n'ont pas répondu à d'autres programmes et qui sont vraiment hors de contrôle », affirmant que si les anciens élèves affirment souffrir de stress post-traumatique, ils s’en sortent quand même mieux que sans accompagnement. La même année, l’état du Maine lance une enquête sur les accusations de maltraitance, qui se conclut par une déclaration d’innocence de l’école.

### Rythme quotidien
Les élèves se réveillent à 6 heures du matin, prennent un petit déjeuner, puis travaillent l'essentiel de la matinée sur le campus. L'après-midi, ils sont en séance de thérapie, et de 18 à 22 heures, ils suivent un programme scolaire.
Ils dorment dans des dortoirs non mixtes.

### Hiérarchie
Les élèves d'Élan sont classés avec une hiérarchie stricte, comme dans une école militaire. Les élèves les plus hauts classés supervisent ceux des rangs inférieurs, et ont souvent la tâche de leur crier dessus. Il y a ce que l'on appelle les « non-forces » et les « forces ». toutes les deux ont des sous catégories
La classe la plus basse est celle des « shot down », qui doivent nettoyer les sols et les poubelles et n'ont pas le droit de porter de pantalons ni de chaussures.
Quelques élèves servent de sentinelles devant chaque porte de chaque bâtiment ; d'autres sont chargés de frapper tout camarade de classe qui contrevient aux ordres. La sécurité du campus est assurée par des élèves.

### Maltraitances
Les élèves de 10-11 à 18 ans sont souvent réveillés et kidnappés en pleine nuit, quand ils ne sont pas prévenus qu’ils seront envoyés dans ces programmes,.
Ils sont ensuite soumis à des ensembles de comportements dégradants. Ils doivent s’affronter physiquement, sont privés de sommeil, reçoivent des insultes et cris de la part d’étudiants « conseillers » sans formation dédiée. Les élèves ne suivent pas les programmes de cours nécessaires à l’obtention de leur diplôme de fin de lycée, et le recours à l’isolement comme punition est très répandu. Le New York Times rapporte qu'à l'école, « sourire sans permission peut conduire à une séance de nettoyage des urinoirs avec une brosse à dents qui peut durer des heures ».
Les appels à la famille sont faits sous surveillance, et les élèves qui racontent leur quotidien à leurs parents sans en cacher les côtés négatifs sont punis pour avoir été « manipulateurs ». De nombreux parents sont attirés par des brochures présentant des sorties ski et équitation.
Les « réunions générales » consistent en une personne se tenant debout, parfois retenue par deux autres élèves. Tous les autres élèves passent alors un par un pour lui crier dessus et l'insulter. Ces réunions durent généralement quarante-cinq minutes à deux heures et parfois plus longtemps.
Les élèves sont parfois envoyés « au coin » : ils sont envoyés s'asseoir sur une chaise dans un coin de la pièce à vivre de leur bâtiment, où ils peuvent passer plusieurs heures et jusqu'à deux mois sans quitter cet endroit. Ils sont nourris de restes et dorment sur un matelas posé au sol dans le même coin de la pièce. Une personne raconte que deux filles et lui-même ont été violés par trois garçons alors qu'ils étaient à l'isolement.
Le « ring » consiste à placer un élève coupable d'une infraction jugée grave au centre d’un cercle de camarades de classe, dont certains doivent le frapper équipés de gants de boxe. Un round dure généralement une minute, et les rounds s'enchaînent avec des nouveaux adversaires jusqu'à ce que la personne soit considérée suffisamment punie. Un document de 1975 de l'école affirme que la violence physique est interdite à l'école, mais que le ring peut être utilisé en cas de violences répétées, un élève peut être envoyé dans un ring contre des adversaires de niveau comparable. Le personnel d’Élan affirme que la pratique a cessé en 2000, mais un ancien élève ayant fréquenté l’établissement de 1999 à 2002 affirme l’avoir vu pendant toute sa scolarité. Le département de l'éducation du Maine dit avoir poussé l'école à arrêter le Ring à la fin des années 1990 et penser que la pratique a complètement disparu ; en 2001, il demande également l'arrêt des brimades physiques telles que les pincements et la sujétion à des bruits à haut volume.
Dans les années 2000, l'école embauche des professionnels plus qualifiés pour encadrer les séances, mais les traitements restent très durs.

### Fuyards
Plusieurs policiers se rendent à Élan. Ils ne sont appelés qu'en dernier recours si quelqu'un s'enfuit de l'école, l’établissement s'occupant généralement lui-même des fuyards.
Quelques élèves parviennent cependant à s'enfuir. Brad Glickman est assassiné en juillet 1990 après avoir fui l'école ; Dawn Marie Birnbaum s'enfuit en mars 1993 et est retrouvée morte, assassinée par un conducteur de camion en Pennsylvanie.

## Bâtiments
Le campus est isolé du reste de la civilisation, au bout de la route North 5, sur le bord de la mare Upper Range.
L’école est située sur un terrain de 13 hectares qui était autrefois un pavillon de pêche.
Elle est séparée en plusieurs bâtiments. Dans les années 1990, seuls les bâtiments Élan 3, 7 et 8 sont ouverts. Environ 40 à 50 élèves vivent à Élan 3.

## Controverses
Tout au long de son histoire, l'école a été confrontée à de nombreuses allégations de maltraitance d'élèves. En 2001, le magazine Details a cité Élan comme « l'une des communautés thérapeutiques résidentielles les plus controversées du pays ». Certains anciens élèves affirment cependant que le programme a très bien marché, voire qu'il leur a sauvé la vie.

### Procès de Michael Skakel
Michael Skakel est envoyé par son père à Élan à l’âge de 17 ans, en 1977, après avoir été arrêté pour conduite en état d’ivresse.
En 1998, il présente un manuscrit autobiographique dans lequel il écrit qu’à Élan, I was subjected to a level of torture deemed unacceptable even for prisoners of war (« j’ai été soumis à un niveau de torture inacceptable même pour les prisonniers de guerre »).
À l’âge de 41 ans, en 2002, il est jugé pour le meurtre de Martha Moxley, sa voisine, peu avant d’être entré dans l’établissement. Au cours d’une séance de ring, Michael Skakel aurait avoué avoir commis le meurtre. Il est obligé, à l'époque, de porter un panneau Confront me about the murder of Martha Moxley (« Confrontez-moi à propos du meurtre de Martha Moxley ») autour du cou pendant six semaines et est soumis à une « réunion générale » lors de laquelle plus de 100 élèves l’insultent et lui crient dessus pour le faire avouer. Lors de cet événement, Joseph Ricci aurait dit aux élèves que Skakel a tué une jeune fille en 1975 d'après plusieurs témoins ; Skakel nie d'abord, puis dit « je ne sais pas » après six à huit rounds, ce qui marque la fin du ring,.
La défense de Skakel affirme que dans les conditions subies à l'école, Skakel pourrait avouer n'importe quoi et ses propos de l'époque n'ont pas de valeur ; l'avocat Michael Sherman voit l'école like a mix of the Hanoi Hilton and Stalag 17 (« comme un mélange du Hanoi Hilton et de Stalag 17 »).
Joseph Ricci affirme quant à lui que Skakel n’a jamais avoué le crime à Élan, mais meurt d’un cancer du poumon avant de pouvoir témoigner. L'avocat de l'école, John Campbell, publie un document de cinq pages réfutant les accusations de maltraitances présentées pendant le procès, rappelant que pendant trente ans, des professionnels ont jugé les méthodes d'Élan efficaces et acceptables.
Une camarade de classe de Skakel, Kim Freehill, raconte avoir été battue si fort qu'elle a été évacuée à l'hôpital en hélicoptère et a passé trois mois dans une camisole de force pendant son rétablissement. En 2002, elle dit encore avoir des cicatrices.

### Enquête de l’État de New York
Jusqu’en 2007, le département de l’éducation de New York envoie à Élan des enfants à problèmes d’apprentissage ou de comportement en placement d’urgence. En 2005, il évalue favorablement l’établissement.
En 2007, il lance une enquête sur les accusations de maltraitance et coupe les fonds alloués à l’école. Il envoie une lettre à l’école et aux responsables pédagogiques de l’État du Maine affirmant que les enfants sont privés de sommeil, souffrent de punitions physiques et qu’on leur impose l’isolement, des conditions qui ne respectent pas les standards nationaux.
À l’été de la même année, le New York State Board of Regents vote de nouvelles réglementations pour empêcher l’envoi d’enfants dans des établissements faisant appel à des thérapies traumatisantes à partir de 2009. La décision suit un procès intenté par la mère d’un enfant envoyé au Judge Rotenberg Educational Center, une école similaire située au Massachusetts.

### Phil Williams
En mars 2016, la police de l’État du Maine lance une enquête sur la mort d'un ancien élève d’Élan, Phil Williams. Williams, orphelin de mère et dont le père était en prison à l’époque, est envoyé à Élan après avoir eu des problèmes avec son foyer.
La mort de Williams avait été présentée comme une rupture d'anévrisme le 27 décembre 1982 ; en 2016, d’anciens élèves de l’établissement contactent sa sœur, Pam Newell, pour lui dire qu’il a subi l’épreuve du « ring » la veille de son décès,. Une ancienne étudiante témoigne avoir vu Williams être battu par des adolescents équipés de gants de boxe parce que le personnel pense qu’il fait semblant de souffrir d’un mal de tête ; une autre affirme l’avoir vu pris de convulsions pendant la punition. Les salariés de l’école affirment n’avoir rien vu.

## Fermeture
Le 23 mars 2011, l'École Élan a annoncé qu'elle fermera le 1er avril 2011. Le propriétaire de l'école, Sharon Terry, a blâmé les attaques négatives contre l'école via Internet. Dans une lettre au Lewiston Sun-Journal, Terry a déclaré: « L'école a été la cible d'attaques dures et fausses diffusées sur Internet dans le but de forcer l'école à fermer. » Elle a ajouté que, malgré les nombreuses enquêtes du ministère de l'Éducation du Maine qui ont défendu Élan, « l'école n'a malheureusement pas pu survivre aux dégâts. »

## Postérité

### Œuvres culturelles
Élan a été présenté dans Children of Darkness, un documentaire acclamé par la critique en 1983 qui explorait les réalités exténuantes de jeunes émotionnellement troublés et les diverses résidences et institutions qui les abritaient.
Un documentaire retraçant l'histoire et l'impact de l'école intitulé The Last Stop a été publié en 2017. Le film a été réalisé par un diplômé Élan, Todd Nilssen, et comprenait des interviews de divers résidents et professionnels, dont Maia Szalavitz .
Un ancien élève d'Élan, surnommé Joe Nobody, publie un webcomic pour raconter son expérience et sensibiliser le public à la cause des écoles thérapeutiques similaires.
En 2021, le YouTubeur français Feldup fait découvrir en France l’histoire de l’école.

## Anciens élèves notables
- Tiffany Sedaris, artiste et sœur d'Amy Sedaris et David Sedaris[22]
- Ben Weasel, du groupe punk rock Screeching Weasel[6]
- Michael Meredith, fils de Don Meredith